# ブレッドプディング

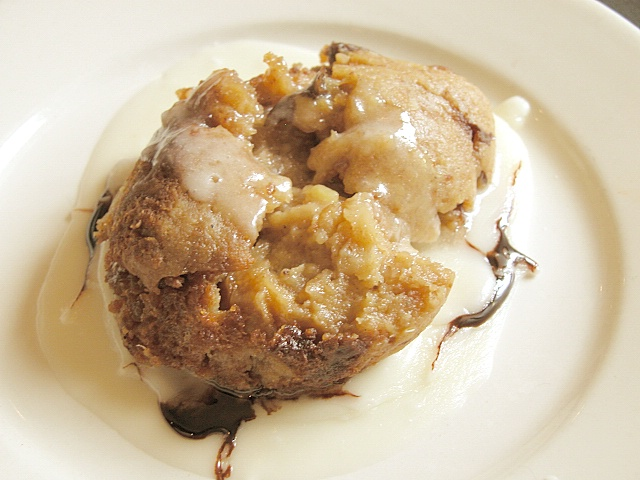
クレオール風ブレッドプディングのバニラウィスキーソースがけ

ブレッドプディング、ブレッドプリン（英語: bread pudding）とは、パンを使って作る菓子の一種である。日本ではパンプディング、パンプリンとも呼ばれる。

## 概要
ブレッドプディングには厳密に決まったレシピがあるわけではなく、作り方は様々である。ただし、通常はやや古くなって硬くなった残り物のパンを菓子に再生するという形で作られる。
硬くなったパン以外の必須の材料としては、鶏卵が挙げられる。この他、適量の牛乳または、水が使われる。さらに甘味料として、砂糖、または、液糖（シロップ）が使用される。メープルシロップの産地として有名なカナダでは甘味料としてメープルシロップが使用される場合もあるなど、使用する甘味料に地域性が出る場合がある。また、組み合わせは決まっていないものの、通常香辛料が使用されることもあり、シナモン、ナツメグ、メイス（ナツメグの仮種皮で作られる香辛料）、バニラビーンズ（またはバニラエッセンス）などが使われる。この他、必須ではないものの、ドライフルーツや動物性油脂（普通はバターだが、ウシやヒツジなどの腎臓の硬い脂肪などが用いられることもある）を加える場合もある。

## 食べ方
ブレッドプディングの食べ方は、そのまま食べられることもあるものの、さらにソースをかける場合もある。ブレッドプディングにかけるソースとしては、単純なカラメルソース（砂糖と水を原料とするソース）以外に、香り付け用にウィスキーやラムも使用した甘いソースなどが使われたりもする。さらに、マレーシアではカスタードをソースとしてかけて食べたり、香港ではバニラを香り付けに使ったクリームをかけてから食べたりと、食べ方も地域によって違ってくる。またハンガリーのマーイヤラカーシュ（Máglyarakás）というブレッドプディングは泡立てた卵白をかけて焼いてから食べる。

## 地域
ブレッドプディングは、ヨーロッパでは主に西ヨーロッパ（アイルランド、イギリス、マルタ、フランス、ベルギーなど）、アメリカ大陸ではラテンアメリカ、カナダ、アメリカ合衆国の中ではクレオール人の州という異名を持つルイジアナ州をはじめとするアメリカ合衆国南部の州などで比較的有名な菓子である。
なお、メキシコとアメリカ合衆国のニューメキシコ州では、ブレッドプディングに類似のカピロターダがよく知られており、主に四旬節の期間中に食べられる。

## 様々なブレッドプディング

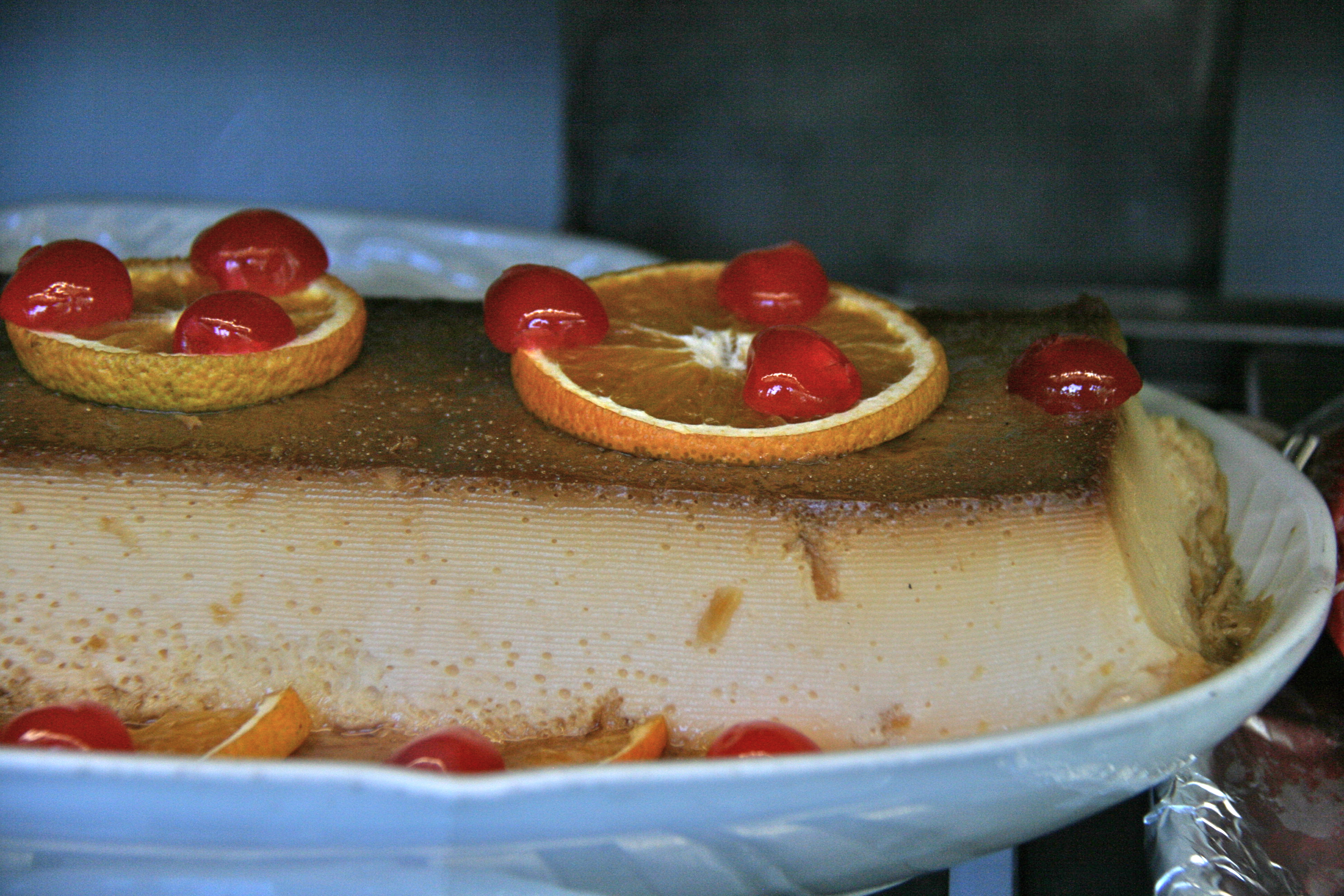
スペインのパン・デ・カラトラバ
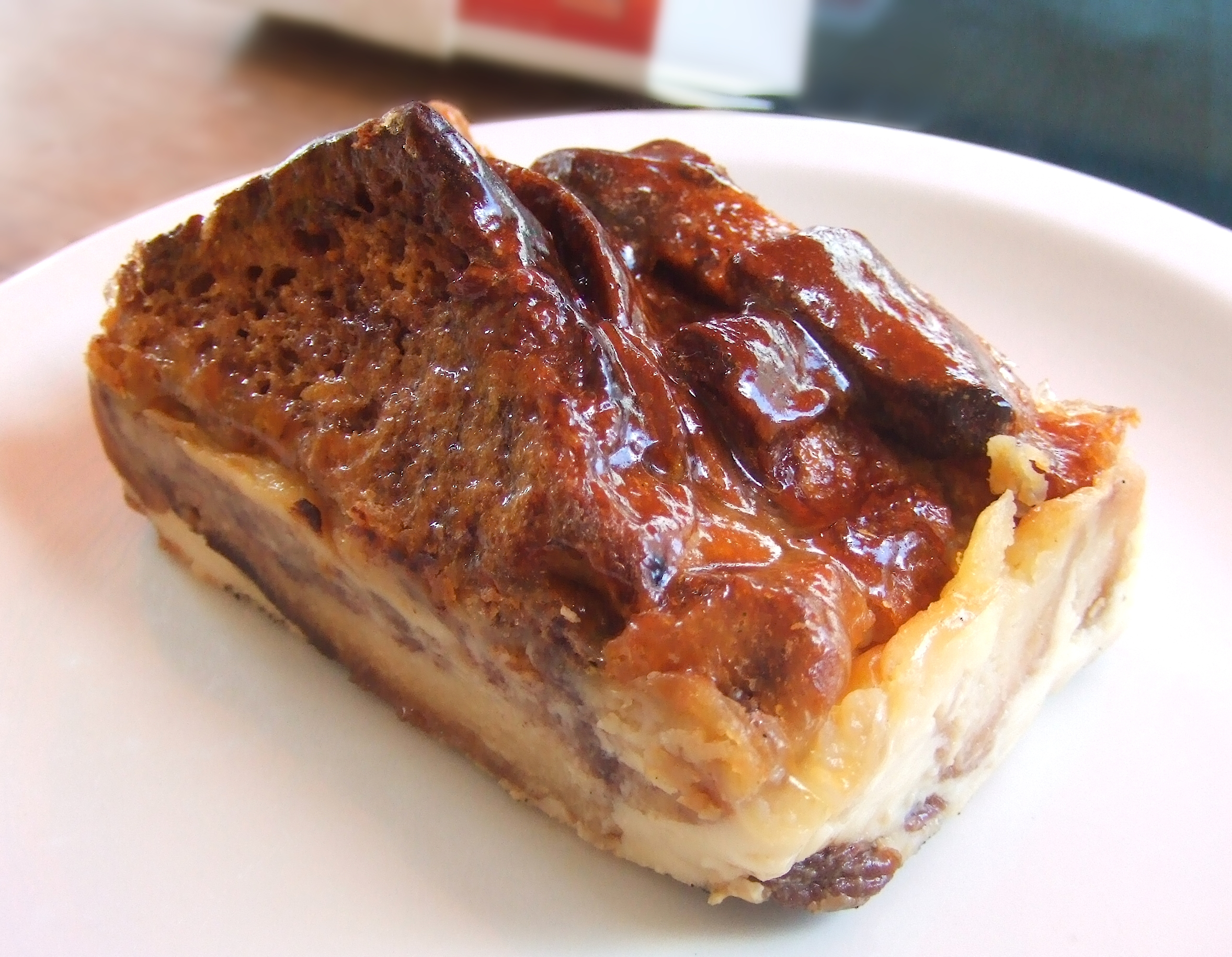
イギリスのブレッド・アンド・バター・プディング
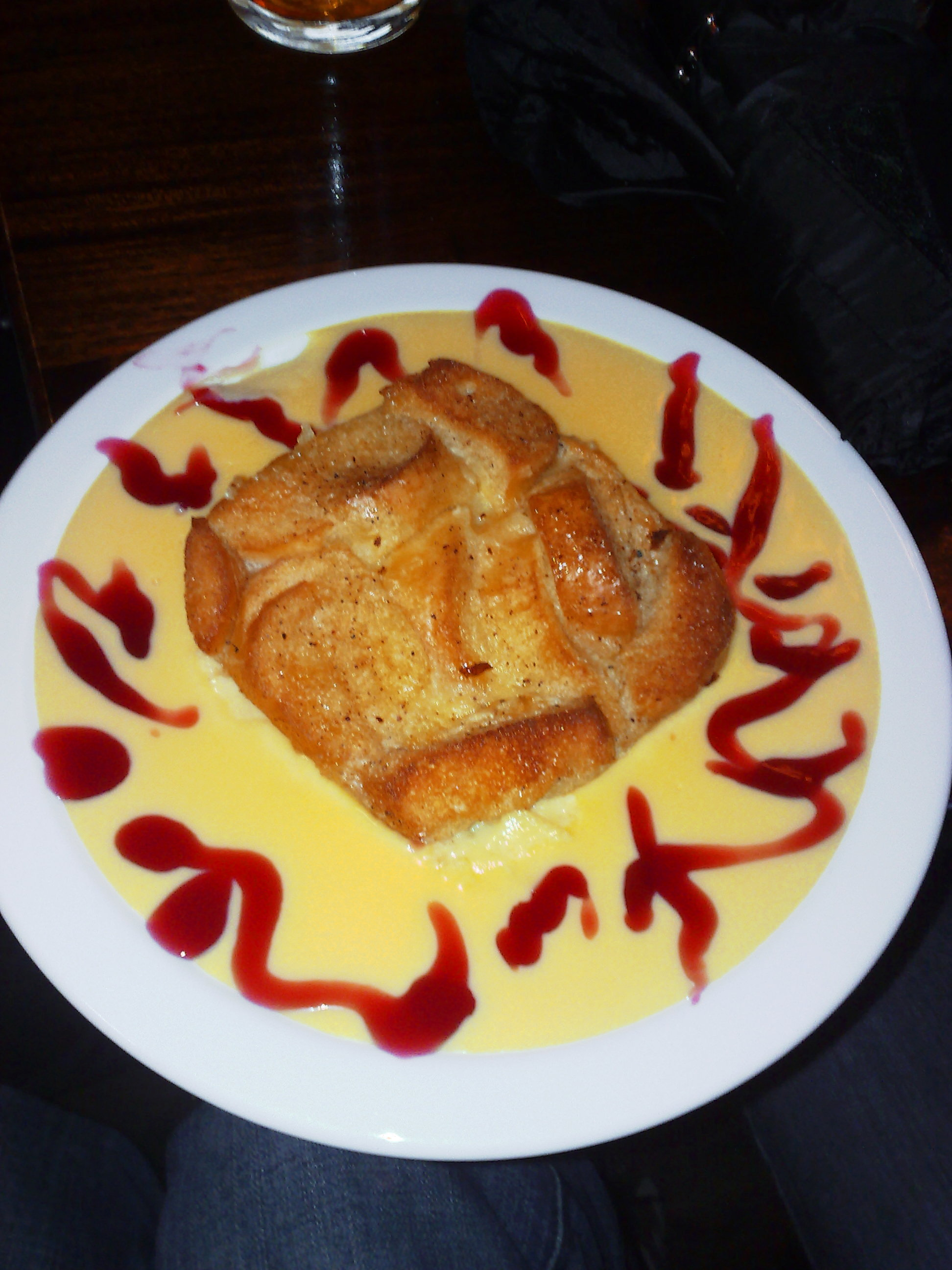
ブレッド・アンド・バター・プディングのカスタードソースがけ
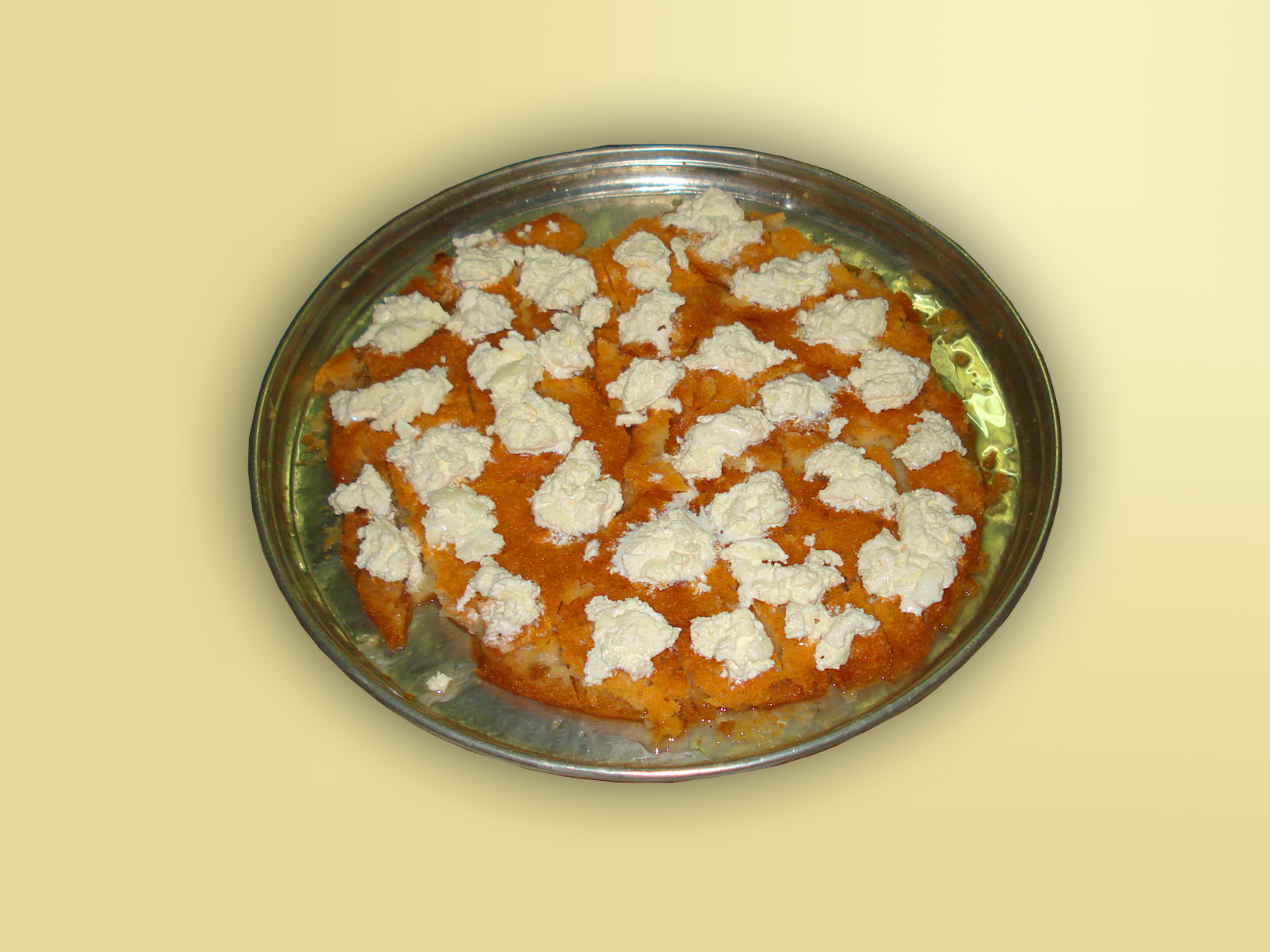
トルコのカイマクル・エクメク・カダユフ（カイマクを添えたブレッドプディング）
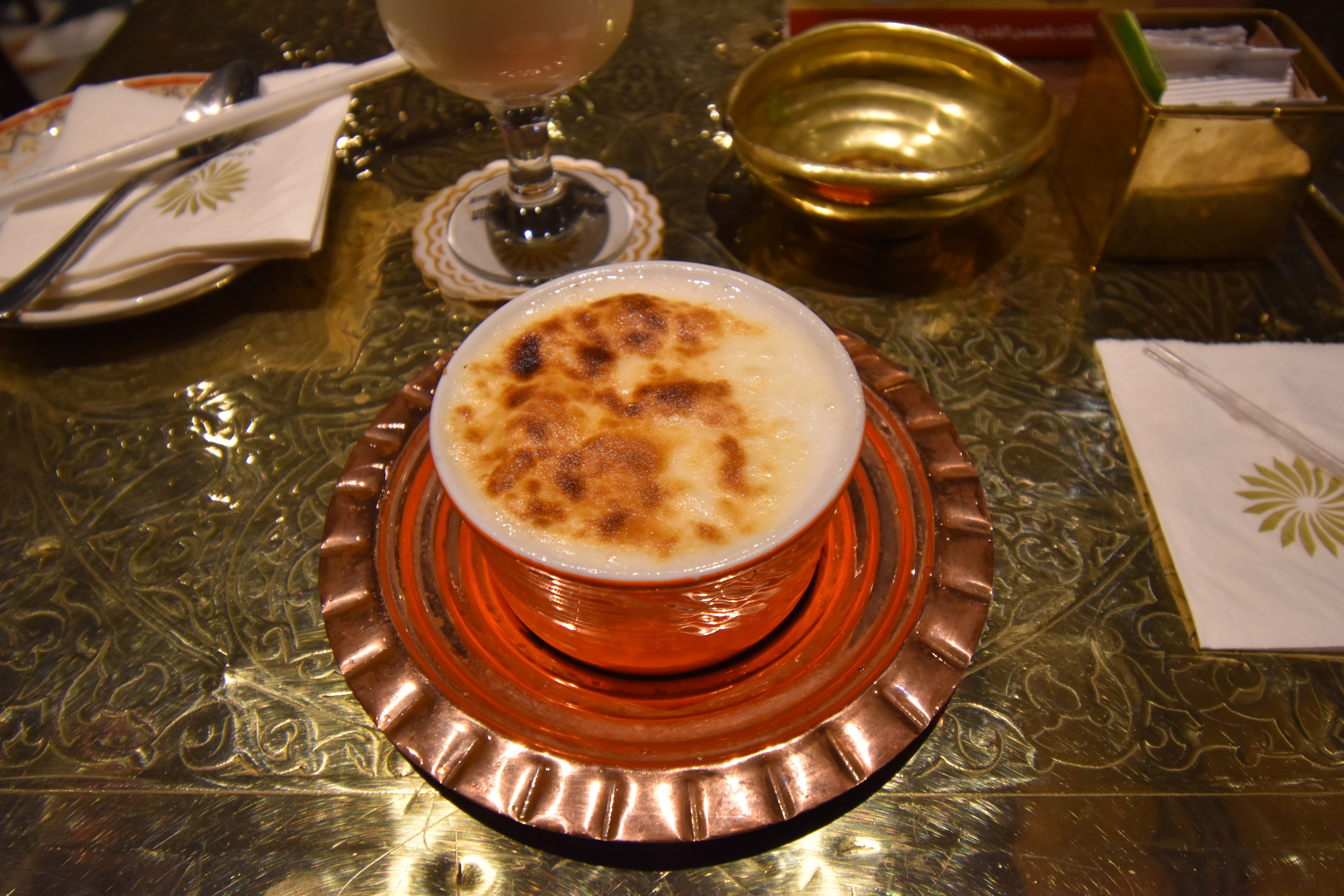
エジプトのオムアリ
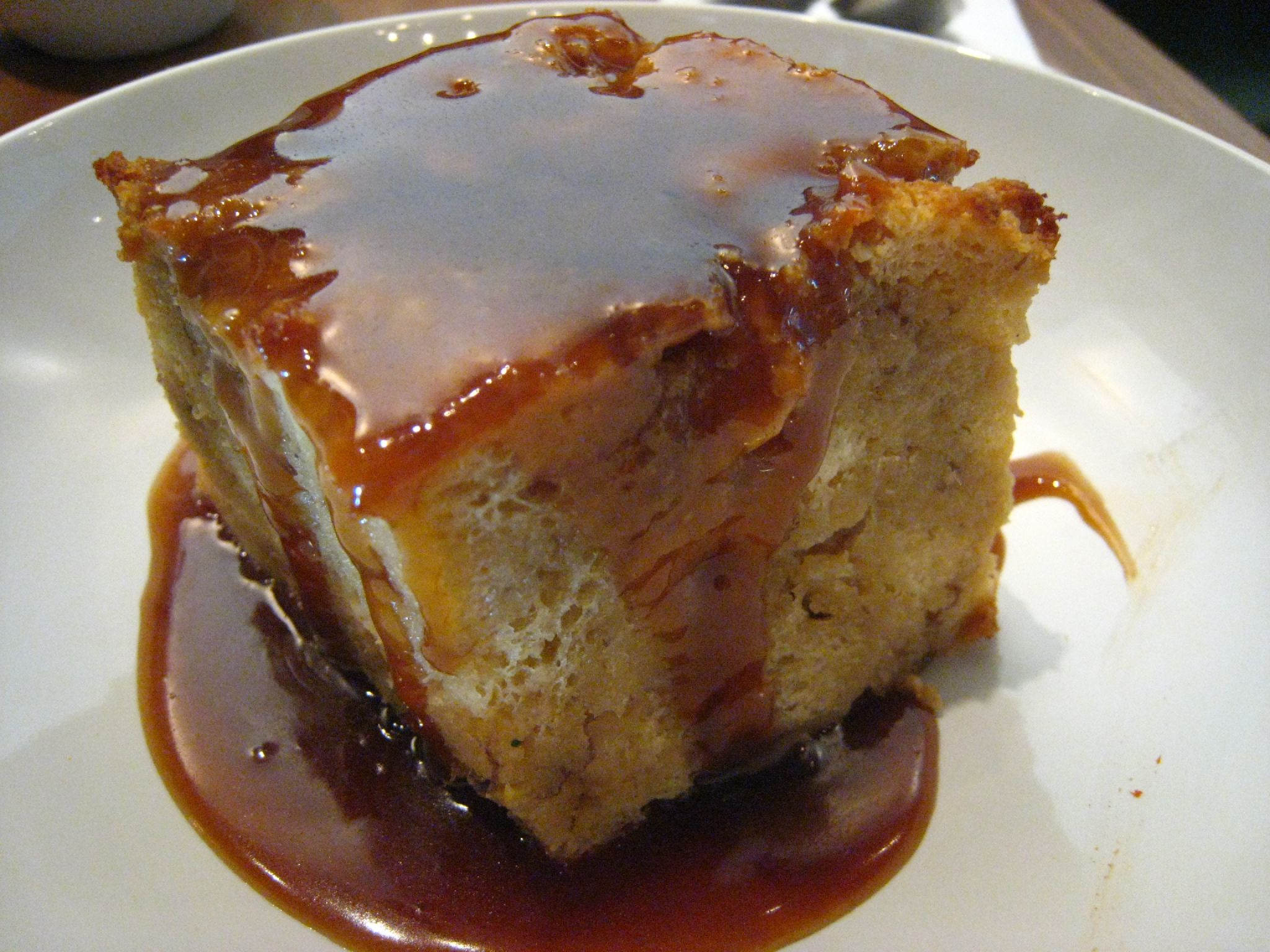
バナナズ・フォスターのブレッドプディング
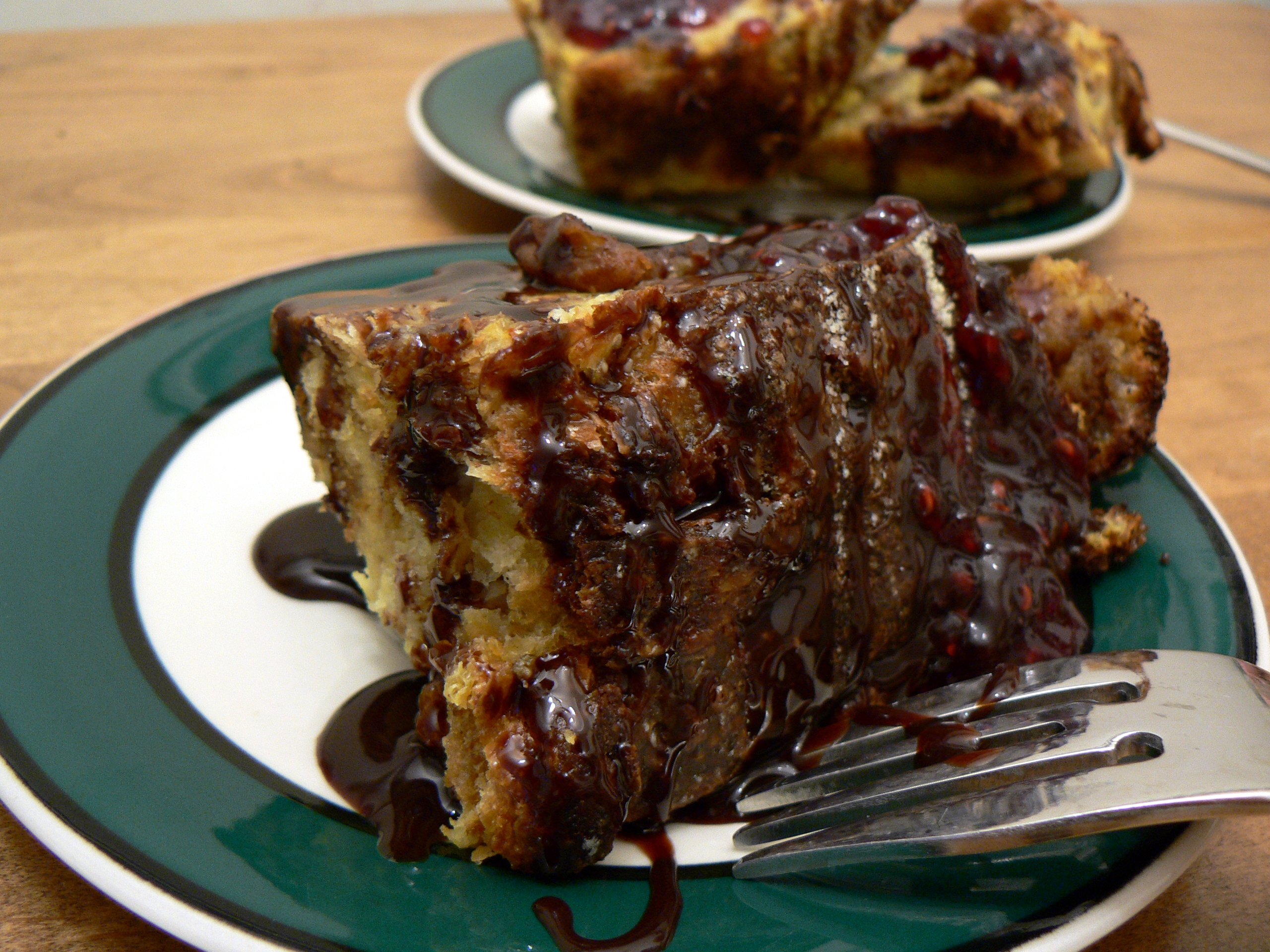
クロワッサンブレッドプディングのチョコレートソースがけ
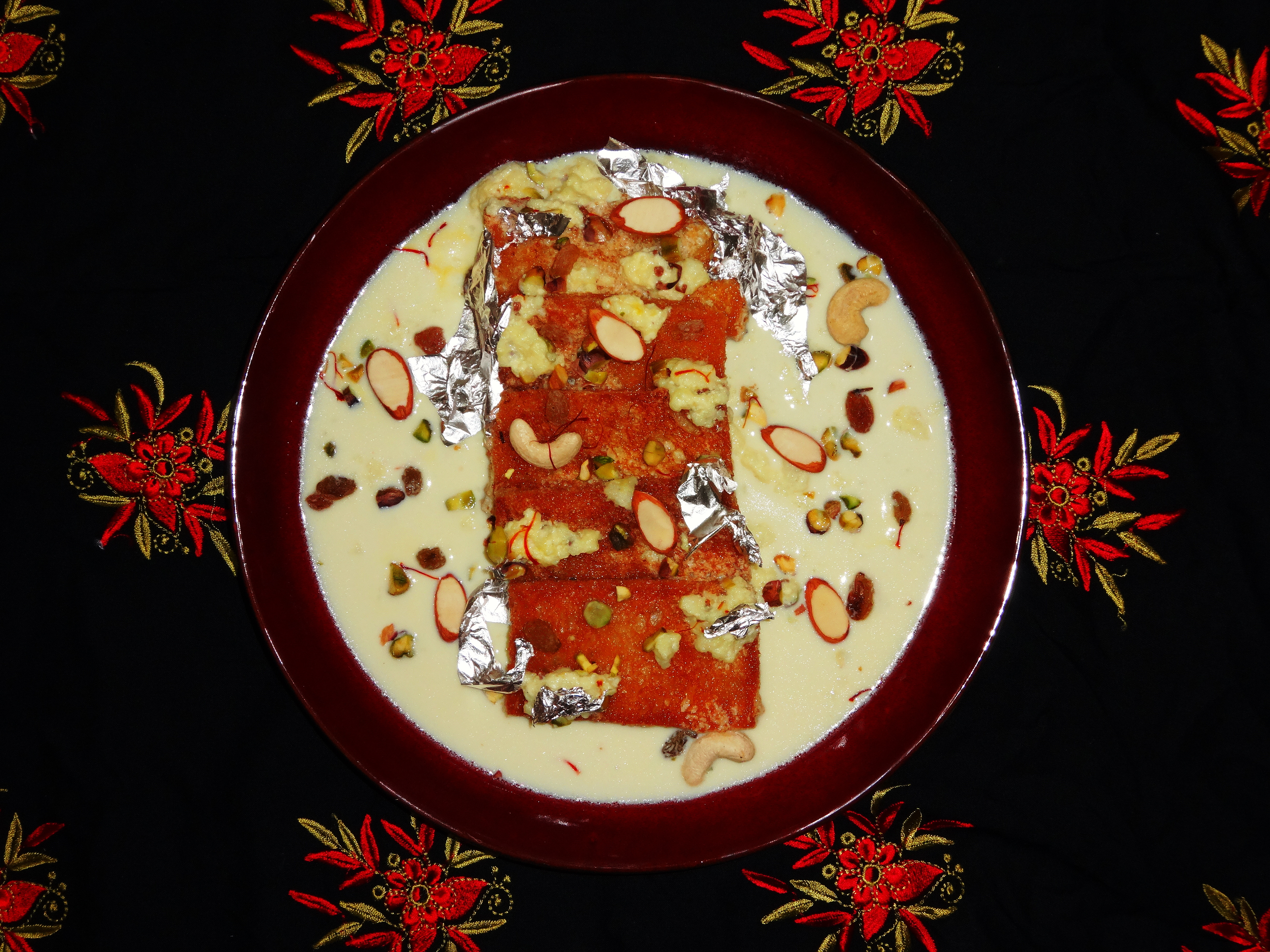
インドのダブル・カ・ミータ